# Arcotheres palaensis
Arcotheres palaensis is een krabbensoort uit de familie van de Pinnotheridae. De wetenschappelijke naam van de soort is voor het eerst geldig gepubliceerd in 1895 door Bürger.